# Fadil Vokrri
Fadil Vokrri (Podujevo, 23. lipnja 1960. – Priština, 9. lipnja 2018.), bio je kosovski nogometaš, a od 2009. do 2018. i predsjednik Kosovskoga nogometnog saveza. 
U svojoj karijeri igrao je za Prištinu, Partizan, Nîmes Olympique, Fenerbahçe , FC Bourges i ÉDS Montluçon. Bio je predsjednik Kosovskog nogometnog saveza s glavnim zadatkom ulaska saveza u FIFA-u i UEFA-u.